# Chevtchenkove (oblast d'Odessa)
Pour les articles homonymes, voir Chevtchenkove.
Chevtchenkove (en ukrainien : Шевчéнкове, [ˈʃɛu̯tʃenkowe] ) est un village situé dans le raïon de Izmaïl, lui-même situé dans l’oblast d'Odessa, en Ukraine. Il est situé à 63 km du centre du raïon et à 28 km de la gare de Dzinilor. Le territoire a une topographie plate. Un grand groupe de masses d'eau dans les bassins du Danube et du nord de la mer Noire est concentré dans un rayon de 30 km. Selon le recensement de 2001, 5 625 habitants vivaient dans le village, le territoire est de 6,37 km² (y compris les terres agricoles - 98,68 km²), et selon les deux indicateurs, c'est le plus grand village du raïon.
Le village a été fondé en 1790 en tant que sloboda Karamahmet de l'Empire ottoman. Rebaptisé village Chevtchenkove le 14 novembre 1945 en l'honneur du poète-kobzar Taras Chevtchenko. Depuis le 17 juillet 2020, dans le cadre de la réforme administrative en Ukraine, Chevtchenkove est devenu une partie du Raïon d'Izmaïl après l'abolition du Raïon de Kilia.

## Lieux d’intérêt

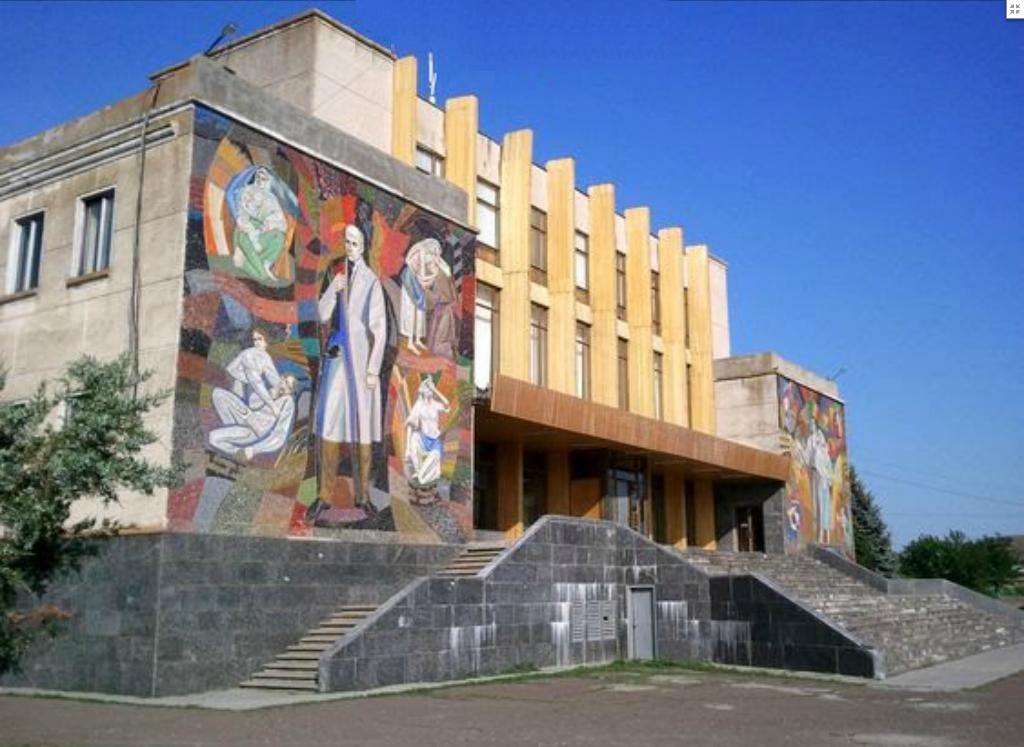
Maison de la culture
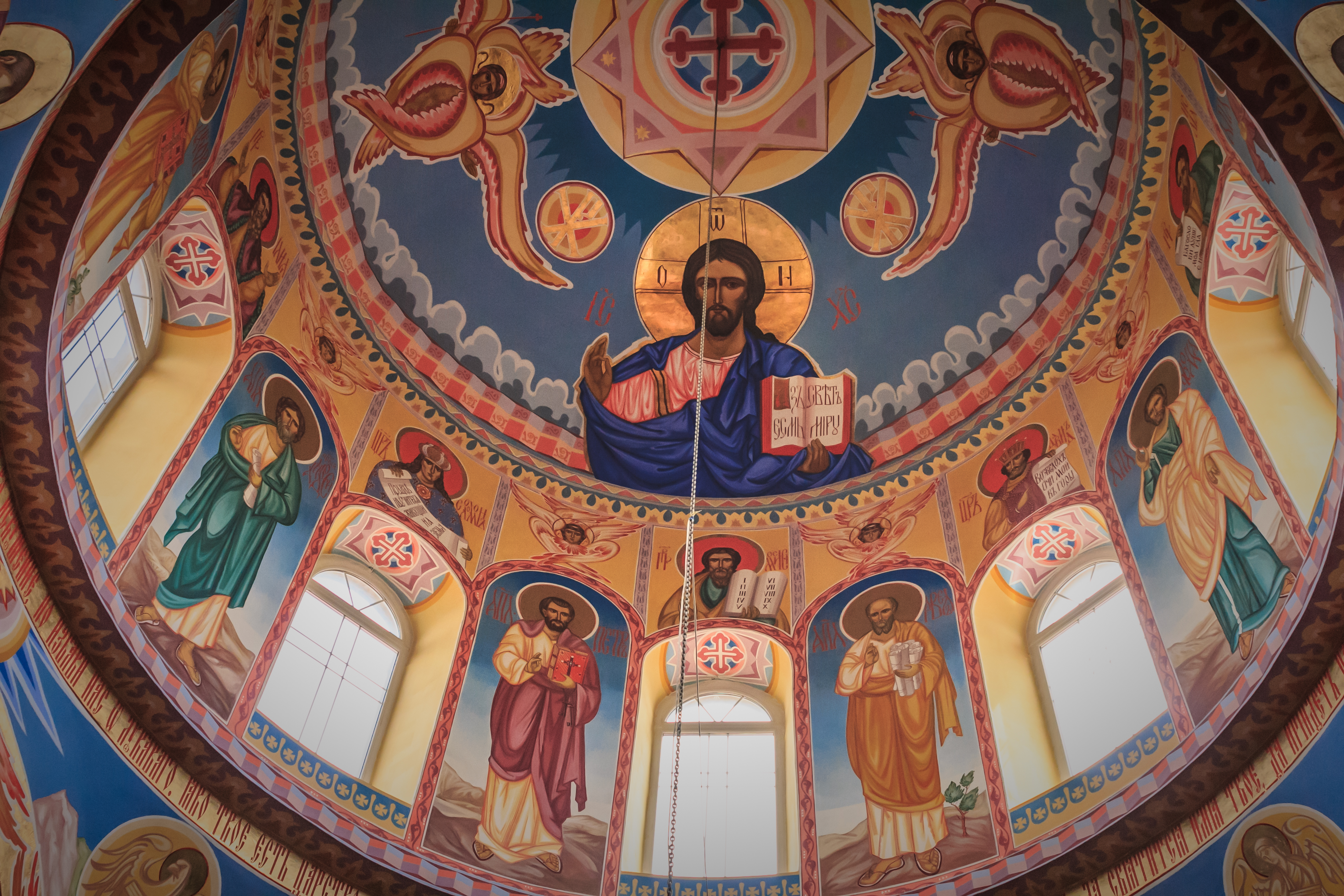
Le dôme de l'église Saint-Jean (depuis 2023 — Église orthodoxe d'Ukraine) classée[3],
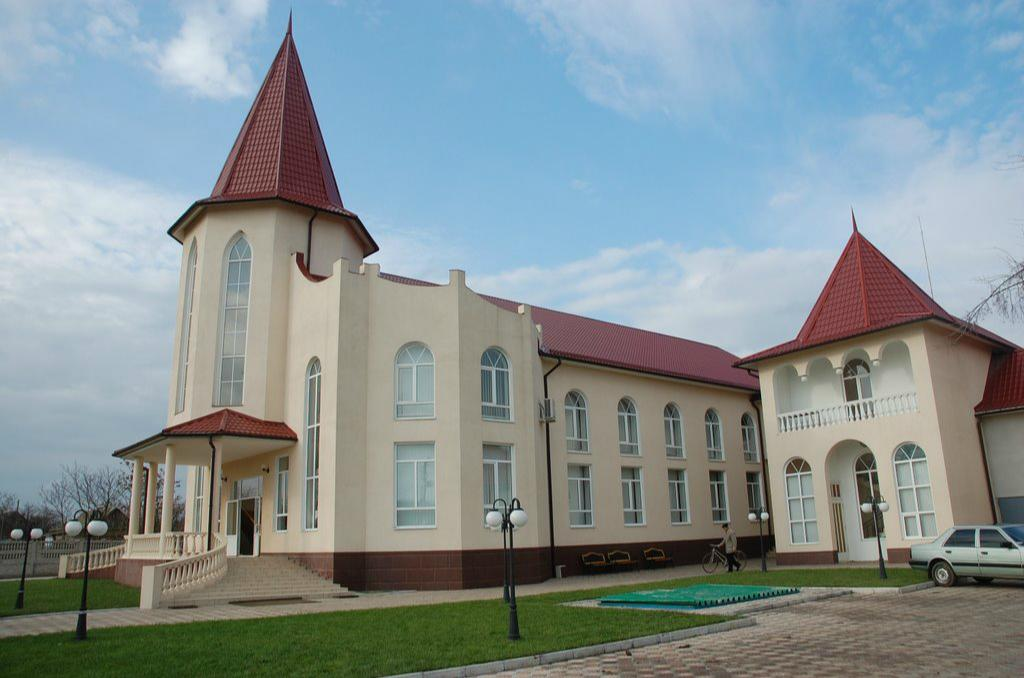
Façade de l'église baptiste, aussi appelée Maison de l'Évangile.

## Histoire
En 1776, à côté du domaine du général de l'armée ottomane, Kara Mahmet (turc ottoman : Kara Mehmet), sur la rive du ruisseau Techia, la première colonie ukrainienne est apparue, fondée par des familles cosaques de Sitch zaporogue. Le 23 avril 1790, la colonie fut transformée en sloboda. En 1812, à la suite du traité de Bucarest, est devenue une partie de l'oblast de Bessarabie de l'Empire russe. En 1856, à la suite du traité de Paris, la colonie est devenue une partie des États qui étaient sous la suzeraineté de l'Empire ottoman : principauté de Moldavie (1856–1859), principautés unies de Moldavie et de Valachie (1859–1862), principautés unies de Roumanie (1862–1866), principauté de Roumanie (1866–1878). Sloboda est devenu un village et des obligations de travail et des taxes ont été introduites pour les habitants.En 1878, selon le traité de Berlin, le village est retourné au gouvernement de Bessarabie de l'Empire russe et la principauté de Roumanie a obtenu son indépendance. En 1917, après l'dislocation de l'Empire russe, le village est devenu une partie de la République démocratique moldave autoproclamée, formée dans l'ancien gouvernement de Bessarabie. En 1918, le royaume de Roumanie a introduit des troupes roumaines dans le gouvernement de Bessarabie (en) (y compris le village) et une décision a été prise d'annexer la Bessarabie au royaume de Roumanie (en). En 1940, selon le pacte Molotov-Ribbentrop, l'Union Soviétique a annexé la Bessarabie à l'URSS et le village appartenait à la RSS d'Ukraine. 1941, après le début de l'opération Barbarossa par les fascistes, le village est sous l'occupation du royaume de Roumanie. En 1944, lors de la deuxième offensive Jassy-Kishinev, l'armée soviétique a libéré le village des fascistes et en 14 novembre 1945, il a été rebaptisé Chevtchenkove. En 1991, après la dissolution de l'Union soviétique, le village est devenu une partie de l'Ukraine.

## Population
Répartition de la population par langue maternelle
- Ukrainien (96,85 %)
- Russe (1,51 %)
- Roumain (0,73 %)
- Bulgare (0,39 %)
- Romani (0,25 %)
- Autres (0,27 %)

Selon le recensement de 2001, la majorité de la population de Chevtchenkove était de langue ukrainienne (96,85 %).